# Giacomo Buranello
Giacomo Buranello (Meolo, 27 marzo 1921 – Genova, 3 marzo 1944) è stato un partigiano italiano insignito della Medaglia d'oro al valor militare.
Fu tra i primi organizzatori del movimento partigiano genovese.

## Biografia
Nato nel veneziano, crebbe nel sobborgo genovese di Sampierdarena, dove il padre si era trasferito in cerca di lavoro. Fu seguito negli studi dalla madre che si appassionò con lui alle letture riguardanti il Risorgimento italiano. Buranello scrisse da studente del Liceo scientifico Gian Domenico Cassini nel suo diario, quando era ancora influenzato dalle idee mazziniane: «Ieri ho concluso che occorre sacrificarsi, che il sangue dei Martiri segna la strada più sicura alle idee; il nostro Risorgimento era fatto inevitabile già dopo i primi tentativi falliti e soffocati nel sangue [...] Occorre trasformare il pensiero e i sentimenti in azione [...] Ma prima di giungere al sacrificio supremo bisogna prepararsi, perché tale sacrificio possa effettuarsi ed abbia maggiore efficacia»..
Divenuto studente di ingegneria con Walter Fillak, aderì al PCI. Fu compagno di studi di Giorgio Issel al "Liceo scientifico Gian Domenico Cassini" di Genova. Dopo l'iscrizione alla Facoltà di ingegneria, nel marzo 1941 fu richiamato alla leva e fu inviato, con il grado di sergente, presso il 15º reggimento genio Chiavari, continuando nell'Esercito l'attività di propaganda che aveva iniziato da studente della facoltà. Per questo motivo nell'ottobre del 1942 Buranello, con Walter Fillak ed altri membri del Comitato antifascista di Sampierdarena, venne arrestato e incarcerato a Roma, nel carcere di Regina Coeli. Con la caduta del regime fascista venne scarcerato e riprese subito la lotta.

### I GAP
Dopo l'armistizio dell'8 settembre 1943, assunse il comando dei GAP genovesi che il 28 ottobre 1943 a Sampierdarena ferirono gravemente il capomanipolo della MVSN Manlio Oddone (che morirà per le ferite il 31 ottobre) con cinque colpi di rivoltella. Nel dicembre del 1943 uccise nell'attuale Galleria Garibaldi una spia dell'OVRA che stava per farlo catturare e che già un anno prima l'aveva fatto arrestare proprio assieme a Fillak. Il 13 gennaio 1944 una squadra GAP, di cui faceva parte anche Buranello, uccise in via XX Settembre un ufficiale tedesco e ne ferì un secondo. Quest'ultima uccisione provocò la reazione tedesca che portò le autorità italiane a convocare il Tribunale speciale e a condannare a morte otto antifascisti detenuti in carcere per "attività antinazionale". La fucilazione venne eseguita il 14 gennaio 1944 da militari tedeschi, dopo che il plotone di carabinieri designato inizialmente ad eseguire la condanna a morte si rifiutò di eseguire l'ordine. 
Ormai noto alle forze dell'ordine, su direttiva del Partito Comunista fu inviato sulle montagne dell'entroterra ligure, dove comandò un distaccamento partigiano alle Capanne di Marcarolo.

### La cattura
A Genova si stava preparando un imponente sciopero nelle fabbriche per il 1º marzo, concomitante con gli scioperi di Torino e Milano, cosicché il comandante partigiano fu rimandato in città per dare supporto armato agli scioperanti. Ma lo sciopero fallì e, il 2 marzo 1944, mentre si trovava nel bar Delucchi in via Brigata Liguria, incappò in un controllo di polizia. Tre agenti di polizia lo riconobbero e gli si avvicinarono; uno di essi gli chiese i documenti, ma Buranello, utilizzando la pistola che portava con sé, da sotto l'impermeabile aprì il fuoco contro i poliziotti, uccidendo sul colpo il vicebrigadiere Armando Graziano e ferendo gravemente il maresciallo Cosimo Gravina. Buranello si lanciò fuori del locale inseguito dal terzo agente, ma la fuga gli fu preclusa per l'intervento di un ufficiale della Guardia Nazionale Repubblicana Stradale che, intuita la situazione, inseguì Buranello con la macchina, tagliandogli la strada. Portato in questura, Buranello venne torturato per molte ore, ma non disse niente sui compagni, sui recapiti e sulla struttura dei GAP. Vista la tenacia del prigioniero, fu deciso di processarlo sommariamente e condannarlo a morte. 
All'alba del 3 marzo fu ucciso per mano del plotone di esecuzione al forte di San Giuliano a quasi 23 anni.

## Onorificenze

### Riconoscimenti

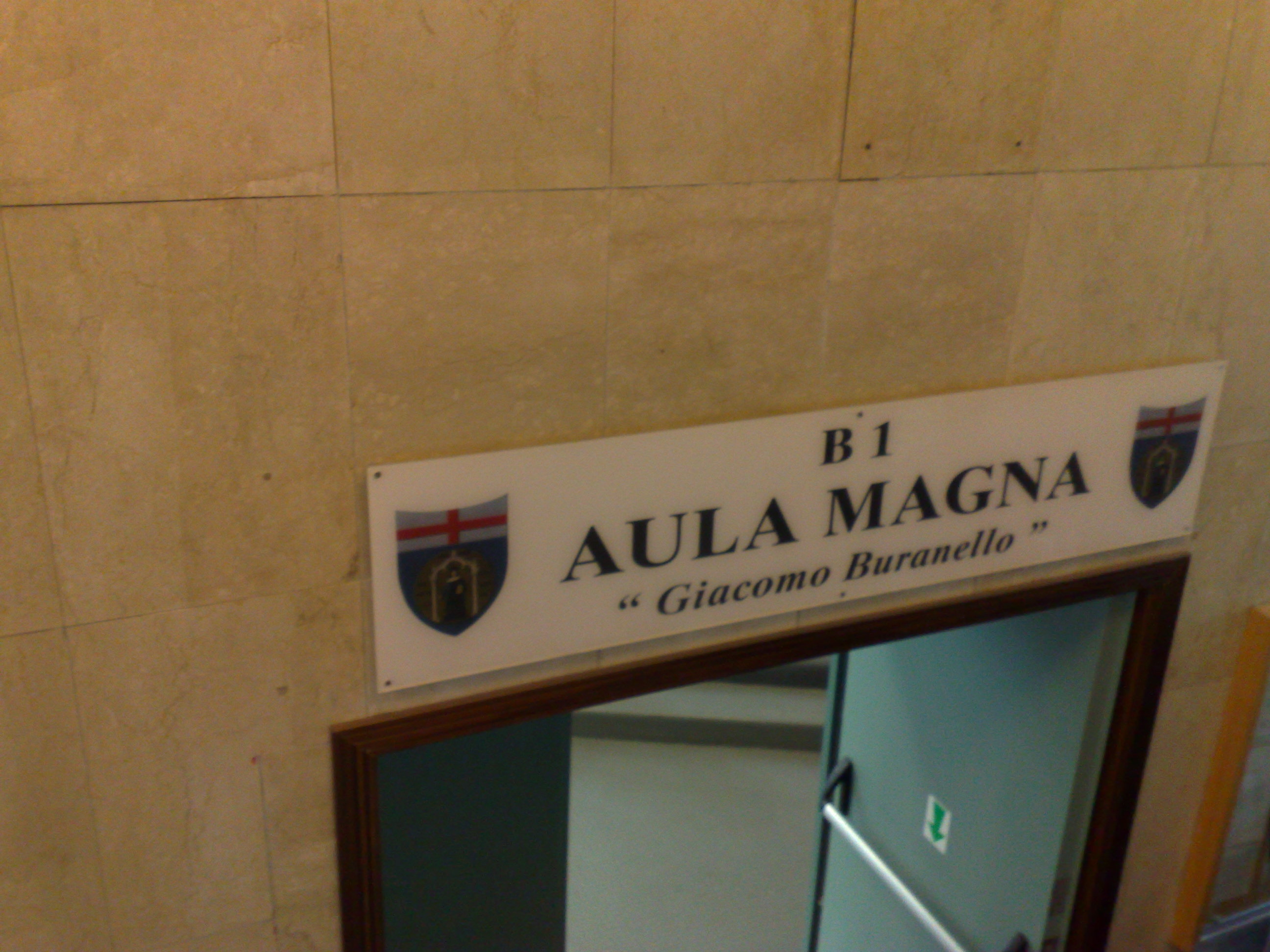
La targa che dedica l'aula magna della Facoltà di Ingegneria a Giacomo Buranello

Negli anni settanta fu intitolata a Buranello l'Aula Magna della Facoltà di Ingegneria di Genova. Una delle principali strade di Sampierdarena è stata intitolata nel secondo dopoguerra a Buranello. Sulla sua casa di Sampierdarena, situata in via Leone Pancaldo, è stata affissa in occasione del decimo anniversario della morte una targa in ricordo.
Il 17 giugno 2021 l'Università di Genova ha assegnato la sua prima "Laurea alla Memoria" a Giacomo Buranello in Ingegneria.